# Solfuro di carbonile
Il solfuro di carbonile, noto anche come ossisolfuro di carbonio, è il composto avente formula molecolare COS, a volte scritta come OCS.
L'atomo di carbonio centrale è bicoordinato ed è connesso allo zolfo da una parte, e all'ossigeno dall'altra, con due doppi legami. Questi sono cumulati, come accade pure nei cheteni, negli alleni e nei cumuleni in genere; il solfuro di carbonile stesso è annoverato nella classe degli eteroalleni (X=C=Y).
È un gas incolore, inodore se puro, tossico, e infiammabile. Anche il composto analogo con il selenio al posto dello zolfo (COSe, seleniuro di carbonile) è gassoso e incolore, e chimicamente piuttosto simile, sebbene meno stabile.
Il solfuro di carbonile è presente nell'atmosfera terrestre con un'abbondanza di circa 3 × 10−9 %.
La molecola COS è stata rinvenuta negli spazi interstellari.

## Storia
Il solfuro di carbonile fu descritto per la prima volta nel 1841, ma apparentemente fu scambiato per una miscela di anidride carbonica e acido solfidrico. Il primo a caratterizzare la sostanza fu Carl von Than nel 1867, che ottenne il composto per reazione tra monossido di carbonio e vapori di zolfo al calor rosso. Essendo una molecola semplice, molta della sua chimica è ben nota sin dalla prima metà del secolo scorso.

## Struttura e proprietà
Il solfuro di carbonile è un composto molecolare stabile, l'entalpia di formazione standard è ΔHƒ° = -142,0 kJ/mol. In condizioni normali è un gas incolore e inodore se puro, anche se tecnicamente è un vapore abbastanza facilmente liquefacibile (Tcr = 105,3 °C, Pcr = 63,5 bar). Campioni non puri hanno invece un odore molto sgradevole di uova marce.  In acqua è leggermente solubile, dove raggiunge una concentrazione molare di 2,0×10−2 mol/L. È molto solubile in solfuro di carbonio e abbastanza solubile in alcool e toluene.
La molecola O=C=S è triatomica e lineare (simmetria C∞v), con l'atomo di carbonio ibridato sp e stato di ossidazione +4, come avviene nelle molecole isoelettroniche di valenza CO2 e CS2, rispetto alle quali COS è la molecola intermedia per composizione. A differenza di queste, però, dato che i due atomi legati al carbonio sono qui diversi, i loro contributi al momento dipolare si sottraggono ma non si elidono, rendendo la molecola polare: il suo momento di dipolo è μ = 0,715 D, con il vettore orientato nella direzione che va dallo zolfo verso l'ossigeno.
La distanza C–O è di 115,43 ± 0,10 pm (116,2 pm in CO2) e quella distanza C–S è di 156,28 ± 0,10 pm (155,8 pm in CS2).
Dato che il solfuro di carbonile può essere considerato una specie di composizione intermedia tra l'anidride carbonica e il solfuro di carbonio, è interessante confrontare alcune sue caratteristiche con queste molecole. Le tre specie hanno analoga configurazione elettronica nello strato fondamentale e questo, a sua volta, comporta che alcune pertinenti proprietà siano anch'esse intermedie:
- l'energia di ionizzazione, 11,18 eV[25] (13,78 eV, per CO2[26] e e 10,07 eV per CS2[27])
- l'affinità elettronica di COS è di 0,46 eV,[25] leggermente minore di quella di CS2, pari a 0,55 eV,[27] mentre per CO2 è negativa (≈ −0,6 eV).[26]
- l'affinità protonica è pari a 628,5 kJ/mol[28] (681,9 kJ/mol per CS2[27] e 540,5 kJ/mol per CO2).[26]
- l'entalpia di formazione standard, pari a -138,41 kJ/mol[29] (-393,51 kJ/mol per CO2[30] e +89,41 kJ/mol[31]).

## Abbondanza e disponibilità
Il solfuro di carbonile è il composto solforato di origine naturale (in quanto emesso da oceani, vulcani e sorgenti idrotermali sottomarine) più abbondante nell'atmosfera, dove si trova con una concentrazione di 0,5 ± 0,05 ppb e, insieme al dimetil solfuro (Me2S), è un importante gas rilasciato da organismi marini verso l'atmosfera. Si tratta quindi di un composto significativo nel ciclo dello zolfo a livello globale. Misure condotte in Antartide sull'aria presente nel firn e sull'aria intrappolata nel ghiaccio hanno fornito una descrizione dettagliata della concentrazione del COS dal 1640 a oggi, permettendo di capire l'importanza relativa delle fonti antropogeniche e non-antropogeniche che contribuiscono al COS presente nell'atmosfera. Parte del COS trasportato nella stratosfera viene ossidato ad acido solforico. L'acido solforico forma un particolato che contribuisce ad aumentare l'albedo dell'atmosfera, con effetto di raffreddamento, ed è quindi rilevante per il problema del riscaldamento globale. Il COS persiste per lungo tempo nell'atmosfera, ed è quindi la maggior fonte di solfato nella stratosfera, anche se l'anidride solforosa di origine vulcanica può contribuire significativamente.

### Connessione con similitudine di meccanismi enzimatici
Il solfuro di carbonile presente nell'atmosfera viene consumato: in parte dalla vegetazione terrestre tramite gli enzimi associati con l'assorbimento dell'anidride carbonica nel processo di fotosintesi clorofilliana, e in parte a causa del fatto che si scioglie nelle acque degli oceani, cui segue poi la sua idrolisi. A causa della similitudine del meccanismo di assorbimento da parte delle piante con quello della CO2, il monitoraggio del COS viene seguito in quanto si ritiene che dia una stima dell'assorbimento della CO2 da parte delle foreste tramite fotosintesi. L'idrolisi del COS è anch'essa facilitata da un meccanismo di similitudine di COS alla CO2 in quanto è accelerata dall'enzima anidrasi carbonica di piante e mammiferi, che normalmente catalizza l'idrolisi della CO2.
I processi di questo tipo limitano la persistenza di una molecola di COS nell'atmosfera ad alcuni anni.

### Rilascio antropogenico
Il rilascio antropogenico di COS è dovuto principalmente al suo uso come intermedio chimico e come sottoprodotto della sintesi del solfuro di carbonio. Tuttavia, COS è rilasciato anche da automobili, centrali a carbone, combustione di biomassa, rifiuti e plastica, lavorazione del pesce, industrie petrolifere e produzione di fibre sintetiche, amido e gomma. Il rilascio complessivo mondiale di COS nell'atmosfera è stato stimato in circa 3 milioni di tonnellate annue, di cui meno di un terzo è dovuto ad attività umane. COS è anche un'impurezza significativa nel gas di sintesi. Il solfuro di carbonile è presente in alimenti come il formaggio e verdure della famiglia delle Brassicaceae. Tracce di COS sono naturalmente presenti nelle granaglie e nei semi in concentrazione 0,05–0,1 mg/kg. 
Il solfuro di carbonile è stato osservato nel mezzo interstellare e nell'atmosfera di Venere, dove si ipotizza che sia un indicatore di una possibilità di vita, data la difficoltà di produrre COS per via inorganica.

## Sintesi
Industrialmente il solfuro di carbonile si prepara ad alta temperatura in vari modi; la reazione più utilizzata è quella diretta, nella quale il monossido di carbonio viene gatto gorgogliare nello zolfo elementare fuso:
{\displaystyle {\ce {CO + S -> COS}}}
La reazione s'inverte sopra i 1200 K (930 °C). Un'altra sintesi consiste nel far reagire a caldo vapori di anidride solforica con disolfuro di carbonio:
{\displaystyle {\ce {3SO3\,+CS2\to COS\,+4SO2}}}
Qui i tre atomi S di SO3 si riducono nel formare 3 SO2 (+6 → +4) e uno dei due atomi S di CS2 si ossida a formare SO2 (-2 → +4).
In laboratorio la sintesi si può fare a partire da tiocianato di potassio e acido solforico. Il gas risultante contiene significative quantità di sottoprodotti e deve essere purificato.
{\displaystyle {\ce {KSCN + 2H2SO4 + H2O -> KHSO4 + NH4HSO4 + COS}}}
Il solfuro di carbonile può essere ottenuto facendo reagire il fosgene con vari solfuri metallici; con quello di zinco, ad esempio, si ha:
{\displaystyle {\ce {COCl2\,+ZnS\to ZnCl2\,+COS\uparrow }}}

## Reattività
{\displaystyle {\ce {COS}}} è una molecola stabile in condizioni normali, ma la sostanza è facilmente infiammabile e brucia all'aria con fiamma azzurra formando come prodotti finali anidride carbonica e anidride solforosa:
{\displaystyle {\ce {2COS\,+3O2\to 2CO2\,+2SO2}}}
In un primo stadio il carbonio si ossida a monossido di carbonio, che viene poi convertito in CO2 in un secondo stadio:
COS + O2   →   CO + SO2
2 CO + O2   →   2 CO2
Il solfuro di carbonile può essere ridotto  a monossido di carbonio dall'idrogeno molecolare in presenza di solfuro rameoso come catalizzatore:
COS + H2 (Cu2S)  →   CO + H2S
Con l'acqua a freddo si idrolizza molto lentamente, ma con il vapor d'acqua a caldo l'idrolisi è rapida, dando anidride carbonica e acido solfidrico:
{\displaystyle {\ce {COS\,+H2O\to CO2\,+H2S}}}
A circa 600 °C si decompone formando anidride carbonica e disolfuro di carbonio, mentre oltre 900 °C si dissocia in monossido di carbonio e zolfo:
{\displaystyle {\ce {2COS -> CO2 + CS2}}}
{\displaystyle {\ce {COS -> CO + S}}}
In soluzione acquosa reagisce lentamente con idrossidi dei metalli alcalini formando il carbonato e il solfuro del metallo. Ad esempio:
{\displaystyle {\ce {COS + 4NaOH -> Na2CO3 + Na2S + 2H2O}}}
Reagisce con il cloro formando fosgene e dicloruro di zolfo:
{\displaystyle {\ce {COS + 2Cl2 -> COCl2 + SCl2}}}
Con ammoniaca forma urea e solfuro d'ammonio:
{\displaystyle {\ce {COS + 4NH3 -> (NH2)2CO + (NH4)2S}}}
Il composto catalizza la formazione di peptidi a partire da amminoacidi. Questo risultato è una estensione dell'esperimento di Miller-Urey, ed è stato suggerito che il solfuro di carbonile abbia giocato un ruolo significativo nell'origine della vita.
La reazione del solfuro di carbonile con il fluoro viene usata per la sintesi del difluoruro di zolfo:
COS + F2   →   CO + SF2
La fotolisi del COS è utilizzata per la produzioni di atomi zolfo nello stato di singoletto:
COS (+ hν)   →   CO + S (1D2)
la formazione di questi, a sua volta, viene impiegata utilmente in reazioni di inserzione in legami (ad esempio in R-H di idrocarburi a dare R-SH) laddove atomi S nello stato normale di tripletto non sarebbero efficaci.

## Applicazioni
Il solfuro di carbonile è usato come intermedio nella produzione di erbicidi tiocarbammati. {\displaystyle {\ce {COS}}} è un potenziale fumigante, alternativo a bromuro di metile e fosfina. In alcuni casi, tuttavia, residui su granaglie determinano un gusto inaccettabile per il consumo successivo.

## Tossicità / Indicazioni di sicurezza
{\displaystyle {\ce {COS}}} è un gas tossico e infiammabile, irritante per la pelle, occhi e vie respiratorie. A partire dal 1994, sono note alcune informazioni sulla tossicità acuta del solfuro di carbonile negli esseri umani e negli animali. Concentrazioni elevate (> 1000 ppm) possono causare un collasso improvviso, convulsioni e morte per paralisi respiratoria. Sono stati segnalati decessi occasionali, praticamente senza irritazione locale o avvertimento olfattivo. Nei test con i topi, il 50% degli animali è morto quando esposto a 1.400 ppm di {\displaystyle {\ce {COS}}} per 90 minuti, oppure a 3.000 ppm per 9 minuti. Un numero limitato di studi su animali di laboratorio suggeriscono che l'inalazione continua con concentrazioni basse (~ 50 ppm per un massimo di 12 settimane) non pregiudica i polmoni o il cuore.